# НВЛ-жени сезон 2016-2017

### Отбори сезон 2016-2017
Почти всеки сезон броя на отборите заявили участие в НВЛ-жени е различен за сезон 16-17 са 8 отбора!
• Седем отбора играят редовен сезон по система всеки-срещу-всеки на разменено гостуване
• Следват плейофи с участието на всички седем отбора – четвъртфинални, полуфинални и финален
• Плейофите се играят до две победи от максимум три мача
• Победителят във финалния плейоф става шампион на България; останалите отбори се класират според подреждането си от редовния сезон
• За победа с 3-0 или 3-1 гейма се присъждат 3т
• За победа с 3-2 гейма се присъжда 2т, загуба с 2-3 гейма се присъждат 1т
• За загуба със 0-3 или 1-3 гейма 0т
- ВК ЦСКА София
- ВК Левски София
- ВК Славия
- ВК Марица (Пловдив)
- ЙЕБ-Шумен 05
- ВК Казанлък Волей
- ВК Раковски Димитровград
- Бургас 2007

### Класиране
| Поз | Отбор                    | М  | П  | З  | СГ | ЗГ | ГС      | Т  | Класиране в        |
| --- | ------------------------ | -- | -- | -- | -- | -- | ------- | -- | ------------------ |
| 1   | ВК Марица (Пловдив)      | 14 | 14 | 0  | 42 | 1  | 42.0000 | 42 | Полуфинал          |
| 2   | ВК Раковски Димитровград | 14 | 10 | 4  | 33 | 22 | 1.5000  | 27 | Четвъртфинал       |
| 3   | ВК ЦСКА (София)          | 14 | 9  | 5  | 27 | 22 | 1.2273  | 25 | Четвъртфинал       |
| 4   | ВК Казанлък Волей        | 14 | 8  | 6  | 30 | 22 | 1.3636  | 24 | Четвъртфинал       |
| 5   | ВК Славия                | 14 | 7  | 7  | 30 | 24 | 1.2500  | 23 | Четвъртфинал       |
| 6   | ВК Левски София          | 14 | 5  | 9  | 22 | 31 | 0.7097  | 16 | Четвъртфинал       |
| 7   | ЙЕБ-Шумен 05             | 14 | 3  | 11 | 15 | 35 | 0.4286  | 9  | Четвъртфинал       |
| 8   | Бургас 2007              | 14 | 0  | 14 | 0  | 42 | 0.0000  | 0  | Служебно отстранен |

След приключване на 1-вия полусезон отбора на Бургас 2007 прекратява участие поради финансови причини.
Всички мачове на Бургас 2007 от 2-рия полусезон са служебно загубени с 3-0 гейма.

##### Плейофи
Плейофите започват след изиграването на всичките 14 мача от редовния сезон.
Завършилият на 1-во място се класира за полуфиналите а останалите 6 отбора се разпределят във,3 четвъртфинални двойки който определят 3-те полуфиналиста, играе се 2 победи от 3 мача.
| Домакин           | Резултат | Гост              |
| ----------------- | -------- | ----------------- |
| ВК Казанлък Волей | 3-0 *    | ВК Славия         |
| ВК Славия         | 0-3 *    | ВК Казанлък Волей |

| Домакин         | Резултат | Гост            |
| --------------- | -------- | --------------- |
| ВК ЦСКА София   | 2-3 *    | ВК Левски София |
| ВК Левски София | 2-3 *    | ВК ЦСКА София   |
| ВК ЦСКА София   | 1-3 *    | ВК Левски София |

| Домакин                  | Резултат | Гост                     |
| ------------------------ | -------- | ------------------------ |
| ВК Раковски Димитровград | 3-0 *    | ЙЕБ-Шумен 05             |
| ЙЕБ-Шумен 05             | 1-3 *    | ВК Раковски Димитровград |

### Финален етап
| Домакин                  | Резултат | Гост                     |
| ------------------------ | -------- | ------------------------ |
| ВК Раковски Димитровград | 1-3 *    | ВК Левски София          |
| ВК Левски София          | 3-1 *    | ВК Раковски Димитровград |

| Домакин             | Резултат | Гост                |
| ------------------- | -------- | ------------------- |
| ВК Марица (Пловдив) | 3-0 *    | ВК Казанлък Волей   |
| ВК Казанлък Волей   | 0-3 *    | ВК Марица (Пловдив) |

| Домакин             | Резултат               | Гост                |
| ------------------- | ---------------------- | ------------------- |
| ВК Марица (Пловдив) | 3-0 * 25-04-2017 18:30 | ВК Левски София     |
| ВК Левски София     | 1-3 * 27-04-2017 16:00 | ВК Марица (Пловдив) |

| Шампион на България 2016/17    |
| ------------------------------ |
| ВК Марица (Пловдив) 3-та титла |